# Persone di nome Graham
| Questa pagina contiene informazioni ricavate automaticamente dalle voci biografiche con l'ausilio del template Bio e di un bot. L'aggiornamento è periodico e automatico e ricostruisce completamente la pagina. Se manca una persona in questa lista, sei pregato di non aggiungerla, ma accertati piuttosto che la sua voce biografica contenga il template Bio e che i dati anagrafici siano correttamente compilati. Se il template Bio manca, inseriscilo tu stesso o, in alternativa, metti l'avviso {{tmp\|Bio}} che ne segnala la mancanza. Se i dati riportati sono sbagliati, correggi direttamente la voce biografica; le modifiche saranno visibili in questa lista entro pochi giorni. Per chiarimenti vedi il progetto antroponimi. La lista contiene solo le 119 persone che sono citate nell'enciclopedia e per le quali è stato implementato correttamente il template Bio. Pagina aggiornata al 16 ott 2024. |

Questa è una lista di persone presenti nell'enciclopedia che hanno il prenome Graham, suddivise per attività principale.

## Allenatori di calcio(10)
- Graham Adams, allenatore di calcio e calciatore inglese (Great Torrington, n. 1933 - 100 Mile House, † 2020)
- Graham Alexander, allenatore di calcio e ex calciatore scozzese (Coventry, n. 1971)
- Graham Arnold, allenatore di calcio e ex calciatore australiano (Sydney, n. 1963)
- Graham Benstead, allenatore di calcio e ex calciatore inglese (Aldershot, n. 1963)
- Graham Coughlan, allenatore di calcio e ex calciatore irlandese (Dublino, n. 1974)
- Graham Hawkins, allenatore di calcio e calciatore inglese (Darlaston, n. 1946 - † 2016)
- Graham Potter, allenatore di calcio e ex calciatore inglese (Solihull, n. 1975)
- Graham Rix, allenatore di calcio e ex calciatore inglese (Doncaster, n. 1957)
- Graham Taylor, allenatore di calcio e calciatore inglese (Worksop, n. 1944 - Kings Langley, † 2017)
- Graham Williams, allenatore di calcio e ex calciatore gallese (Henllan, n. 1938)

## Allenatori di pallavolo(1)
- Graham Vigrass, allenatore di pallavolo e ex pallavolista canadese (Calgary, n. 1989)

## Arbitri di calcio(2)
- Graham Barber, ex arbitro di calcio inglese (Tring, n. 1958)
- Graham Poll, ex arbitro di calcio inglese (Tring, n. 1963)

## Assassini seriali(1)
- Graham Frederick Young, serial killer britannico (Londra, n. 1947 - Newport, † 1990)

## Astronomi(1)
- Graham E. Bell, astronomo statunitense

## Attori(13)
- Graham Beckel, attore statunitense (Old Lyme, n. 1949)
- Graham Faulkner, attore inglese (Londra, n. 1947)
- Graham Greene, attore canadese (Brantford, n. 1952)
- Graham Jarvis, attore statunitense (Toronto, n. 1930 - Los Angeles, † 2003)
- Graham Patrick Martin, attore statunitense (Thibodaux, n. 1991)
- Graham McGrath, attore inglese (n. 1971)
- Graham McTavish, attore scozzese (Glasgow, n. 1961)
- Graham Payn, attore e cantante sudafricano (Pietermaritzburg, n. 1918 - Svizzera, † 2005)
- Graham Phillips, attore statunitense (Norwalk, n. 1993)
- Graham Rogers, attore statunitense (West Chester, n. 1990)
- Graham Stark, attore britannico (Wallasey, n. 1922 - Londra, † 2013)
- Graham Verchere, attore canadese (Vancouver, n. 2002)
- Graham Wardle, attore canadese (Mission, n. 1986)

## Attori teatrali(1)
- Graham Bickley, attore teatrale e cantante britannico (Liverpool, n. 1958)

## Biblisti(1)
- Graham Stanton, biblista neozelandese (Christchurch, n. 1940 - Cambridge, † 2009)

## Calciatori(26)
- Graham Atkinson, calciatore inglese (Liverpool, n. 1943 - Oxford, † 2017)
- Graham Barrett, ex calciatore irlandese (Dublino, n. 1981)
- Graham Bell, ex calciatore inglese (Middleton, n. 1955)
- Graham Bencini, ex calciatore maltese (n. 1976)
- Graham Brown, ex calciatore inglese (Matlock, n. 1946)
- Graham Burke, calciatore irlandese (Dublino, n. 1993)
- Graham Carey, calciatore irlandese (Blanchardstown, n. 1989)
- Graham Coldrick, ex calciatore gallese (Newport, n. 1945)
- Graham Day, calciatore inglese (Londra, n. 1953 - † 2021)
- Graham Demas, ex calciatore vanuatuano (n. 1980)
- Graham Dorrans, calciatore scozzese (Glasgow, n. 1987)
- Graham Harbey, ex calciatore inglese (Chesterfield, n. 1964)
- Graham Horn, calciatore inglese (Westminster, n. 1954 - Torbay, † 2012)
- Graham Kavanagh, ex calciatore irlandese (Dublino, n. 1973)
- Graham Little, ex calciatore scozzese (n. 1971)
- Graham Moore, calciatore gallese (Hengoed, n. 1941 - † 2016)
- Graham Moseley, ex calciatore inglese (Manchester, n. 1953)
- Graham Newton, calciatore inglese (Bilston, n. 1942 - † 2019)
- Graham Oakey, ex calciatore inglese (Droitwich Spa, n. 1954)
- Graham Roberts, ex calciatore e allenatore di calcio inglese (Southampton, n. 1959)
- Graham Shaw, ex calciatore inglese (Newcastle-under-Lyme, n. 1967)
- Graham Stack, ex calciatore irlandese (Hampstead, n. 1981)
- Graham Turner, ex calciatore, allenatore di calcio e dirigente sportivo inglese (Ellesmere Port, n. 1947)
- Graham Vearncombe, calciatore gallese (Cardiff, n. 1934 - Hartford, † 1992)
- Graham Withey, ex calciatore inglese (Bristol, n. 1960)
- Graham Zusi, calciatore statunitense (Longwood, n. 1986)

## Cantanti(4)
- Graham Bonnet, cantante britannico (Skegness, n. 1947)
- Graham Candy, cantante, compositore e attore neozelandese (Auckland, n. 1991)
- Graham Gouldman, cantante e chitarrista britannico (Salford, n. 1946)
- Suggs, cantante e attore britannico (Hastings, n. 1961)

## Cantautori(4)
- Graham Coxon, cantautore, chitarrista e pittore britannico (Rinteln, n. 1969)
- Graham Nash, cantautore, compositore e fotografo inglese (Blackpool, n. 1942)
- Graham Parker, cantautore britannico (Londra, n. 1950)
- Graham Russell, cantautore e chitarrista britannico (Arnold, n. 1950)

## Cestisti(1)
- Graham Brown, ex cestista statunitense (Mio, n. 1984)

## Chitarristi(1)
- Graham Oliver, chitarrista britannico (Mexborough, n. 1952)

## Ciclisti su strada(2)
- Graham Jones, ex ciclista su strada britannico (Cheadle, n. 1957)
- Graham Webb, ciclista su strada britannico (n. 1944 - † 2017)

## Comici(1)
- Graham Chapman, comico, attore e scrittore britannico (Leicester, n. 1941 - Maidstone, † 1989)

## Conduttori televisivi(1)
- Graham Norton, conduttore televisivo e comico irlandese (Clondalkin, n. 1963)

## Cuochi(1)
- Graham Elliot, cuoco e personaggio televisivo statunitense (Seattle, n. 1977)

## Diplomatici(2)
- Graham Bower, diplomatico britannico (Kerry, n. 1848 - † 1933)
- Graham Martin, diplomatico statunitense (Mars Hill, n. 1912 - Winston-Salem, † 1990)

## Disegnatori(1)
- Graham Bartram, disegnatore britannico (Montrose, n. 1963)

## Filosofi(2)
- Graham Harman, filosofo statunitense (Iowa City, n. 1968)
- Graham Priest, filosofo britannico (Londra, n. 1948)

## Fondisti(1)
- Graham Ritchie, fondista canadese (Parry Sound, n. 1998)

## Fumettisti(1)
- Graham Nolan, fumettista statunitense (n. 1962)

## Generali(1)
- Graham Eric Stirrup, generale britannico (Paddington, n. 1949)

## Giocatori di football americano(4)
- Graham Barton, giocatore di football americano statunitense (Brentwood, n. 2002)
- Graham Gano, giocatore di football americano scozzese (Arbroath, n. 1985)
- Graham Glasgow, giocatore di football americano statunitense (DeKalb, n. 1992)
- Graham Harrell, giocatore di football americano statunitense (Brownwood, n. 1985)

## Giornalisti(2)
- Graham Hancock, giornalista, scrittore e ufologo britannico (Edimburgo, n. 1950)
- Graham Leggat, giornalista, allenatore di calcio e calciatore scozzese (Aberdeen, n. 1934 - † 2015)

## Hockeisti su prato(1)
- Graham Dadds, hockeista su prato britannico (Swansea, n. 1911 - Swansea, † 1980)

## Imprenditori(1)
- Graham Booth, imprenditore e politico britannico (Paignton, n. 1940 - † 2011)

## Insegnanti(2)
- Graham Sandercock, insegnante, giornalista e scrittore inglese (n. 1943)
- Graham Wallas, insegnante britannico (n. 1858 - † 1932)

## Matematici(1)
- Graham Higman, matematico britannico (Louth, n. 1917 - Oxford, † 2008)

## Mezzofondisti(1)
- Graham Williamson, ex mezzofondista britannico (n. 1960)

## Nuotatori(3)
- Graham Sykes, nuotatore britannico (Southport, n. 1936 - † 2008)
- Graham White, ex nuotatore australiano (n. 1951)
- Graham Windeatt, ex nuotatore australiano (n. 1954)

## Pallavolisti(1)
- Graham McIlvaine, pallavolista statunitense (Hinsdale, n. 1992)

## Piloti automobilistici(2)
- Graham McRae, pilota automobilistico neozelandese (Wellington, n. 1940 - Auckland, † 2021)
- Graham Rahal, pilota automobilistico statunitense (Columbus, n. 1989)

## Pittori(1)
- Graham Vivian Sutherland, pittore britannico (Londra, n. 1903 - Mentone, † 1980)

## Politici(2)
- Graham Brady, politico britannico (Salford, n. 1967)
- Graham Watson, politico britannico (Rothesay, n. 1956)

## Produttori cinematografici(2)
- Graham Broadbent, produttore cinematografico britannico (n. 1970)
- Graham King, produttore cinematografico britannico (Londra, n. 1961)

## Registi teatrali(1)
- Graham Vick, regista teatrale inglese (Birkenhead, n. 1953 - Londra, † 2021)

## Rugbisti a 15(5)
- Graham Dowd, ex rugbista a 15 neozelandese (Takapuna, n. 1963)
- Graham Mourie, ex rugbista a 15, allenatore di rugby a 15 e dirigente sportivo neozelandese (Opunake, n. 1952)
- Graham Price, rugbista a 15 e ingegnere britannico (Ismailia, n. 1951)
- Graham Purvis, ex rugbista a 15 e allenatore di rugby a 15 neozelandese (Waihi, n. 1961)
- Graham Rowntree, ex rugbista a 15 e allenatore di rugby a 15 britannico (Stockton-on-Tees, n. 1971)

## Sceneggiatori(2)
- Graham Moore, sceneggiatore e scrittore statunitense (Chicago, n. 1981)
- Graham Yost, sceneggiatore canadese (Toronto, n. 1959)

## Scrittori(3)
- Graham Masterton, scrittore scozzese (Edimburgo, n. 1946)
- Graham McNeill, scrittore britannico (Glasgow, n. 1971)
- Graham Swift, scrittore britannico (Londra, n. 1949)

## Tennisti(1)
- Graham Stilwell, tennista britannico (Denham, n. 1945 - † 2019)

## Tenori(1)
- Graham Clark, tenore britannico (Littleborough, n. 1941 - † 2023)

## Velocisti(1)
- Graham Gipson, velocista australiano (Guildford, n. 1932 - † 2023)

## Violinisti(1)
- Graham Smith, violinista britannico (Londra, n. 1947)

## Senza attività specificata(2)
- Graham Brookhouse, ex pentatleta britannico (Birmingham, n. 1962)
- Graham Henry, allenatore di rugby a 15 neozelandese (Christchurch, n. 1946)